# Веселівська районна рада
Веселівська районна рада — районна рада Веселівського району Запорізької області, з адміністративним центром в смт Веселе.

## Загальні відомості
Веселівській районній раді підпорядковані 1 селищна рада, 12 сільських рад, 1 селище міського типу, 1 селище, 28 сіл. Водойми на території районної ради: відсутні.  
Населення становить 22,2 тис. осіб. З них 10,0 тис. (45%) — міське населення, 12,2 тис. (55%) — сільське.

## Склад ради
Загальний склад ради: 26 депутатів. Партійний склад ради: Партія регіонів — 15, Сильна Україна — 3, КПУ — 4, Всеукраїнське об’єднання «Батьківщина» — 2, Народна Партія — 1.

### Керівний склад ради
- Голова — Масалов Віктор Володимирович
- Заступник голови —